# Morisita Sinicsi
Morisita Sinicsi (Sizuoka, 1960. december 28. –) japán válogatott labdarúgó.

## Nemzeti válogatott
A japán válogatottban 28 mérkőzést játszott.

## Statisztika
| Japán válogatott | Japán válogatott | Japán válogatott |
| Időszak          | Mérk.            | gól              |
| ---------------- | ---------------- | ---------------- |
| 1985             | 2                | 0                |
| 1986             | 4                | 0                |
| 1987             | 10               | 0                |
| 1988             | 2                | 0                |
| 1989             | 3                | 0                |
| 1990             | 6                | 0                |
| 1991             | 1                | 0                |
| Összesen         | 28               | 0                |